# Карагай (Єсільський район)
Карага́й (каз. Қарағай) — село у складі Єсільського району Північноказахстанської області Казахстану. Входить до складу Булацького сільського округу.
Населення — 121 особа (2021; 231 у 2009, 313 у 1999, 351 у 1989).
Національний склад станом на 1989 рік:
- казахи — 100 %.